# 데이턴 문학 평화상

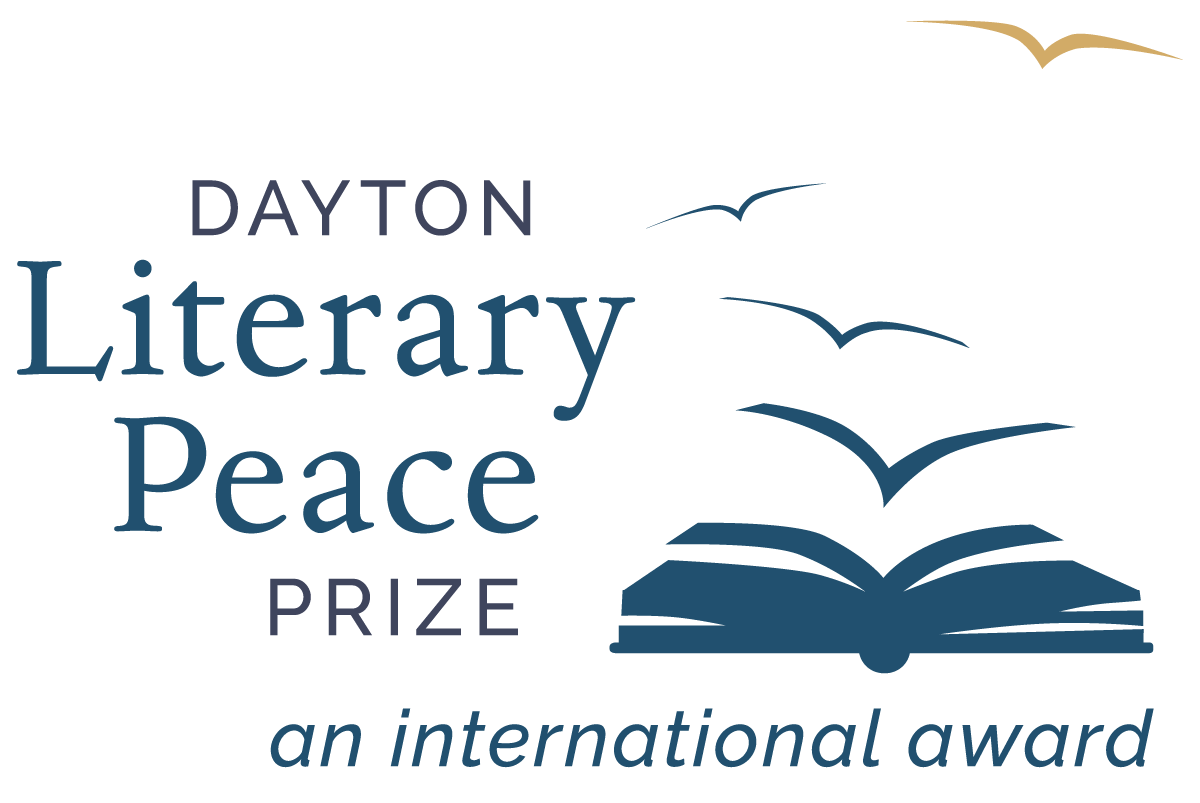
데이턴 문학 평화상 로고

데이턴 문학 평화상(영어: Dayton Literary Peace Prize)은 매년 수여되는 미국의 문학상으로 2006년 처음 시작되었다. 1992년부터 1995년까지 벌어진 보스니아 전쟁을 종식시킨 1995년 데이턴 협정에서 파생된 데이턴 평화상의 파생상이다.

## 수여 방식
매년, 한 해 동안 출판된 소설 및 논픽션 도서 중 독자들이 인물ꞏ문화ꞏ종교 또는 정치적 견해에 대해 더 잘 이해하도록 도와준 책에 상을 수여한다. 각 부문 수상자에게는 1만 달러의 상금이 수여된다.

## 역사
2008년 9월 28일, 오하이오주 데이턴에서 시상식이 개최되었다. 마틴 루터 킹 주니어 전기 작가 테일러 브랜치가 스터즈 터클과 엘리 비젤과 함께 데이턴 문학 평화상 평생공로상의 수상자가 되었다. 이 상은 특별 게스트 에드윈 모지스가 수여하였다. 2007년 시상식 진행자인 닉 클루니는 2008년과 2009년에도 진행자를 맡았다.
2009년 시상식은 2009년 11월 8일 데이턴에서 개최되었다.

## 기타
2017년, 미국의 부통령 당선인 J. D. 밴스가 최종 후보에 올라, 오디 상 논픽션 부문을 수상하였다.